# Pontus de Tyard

Pontus de Tyard

Pontus de Tyard, seigneur de Bissy-sur-Fley (auch Pontus de Thiard; * 20. April 1521 auf Schloss Thyard, Bissy-sur-Fley, Burgund; † 23. September 1605 im Schloss von Bragny-sur-Saône) war ein französischer Dichter und Theologe.
Tyard wurde als Adliger bei Mâcon geboren und studierte Philosophie und Theologie am Collège de Coqueret in Paris, wo er Mitglied der Gruppe La Pléiade wurde. Später trat er in den Kirchendienst, wurde schließlich Kanonikus an der Kathedrale von Mâcon und 1578 Bischof von Chalon-sur-Saône, ein Amt, das er bis 1589 innehatte, als er von der Katholischen Liga vertrieben wurde. Als Anhänger König Heinrichs III. zog er sich daraufhin aus dem öffentlichen Leben zurück.
Seine Werke, die ihm den Ruf eines der bedeutendsten Dichter der französischen Renaissance eintrugen, waren schon in seinen jüngeren Jahren entstanden. Unter dem Einfluss von Maurice Scève schrieb er die „Erreurs amoureuses“ (1549–55), die einer idealisierten Geliebten gewidmet waren und sich an Francesco Petrarca orientierten. Eine andere Gedichtsammlung, „Livre des vers lyriques“ (1555), zeigt den Einfluss von Pierre de Ronsard. Tyard übersetzte die „Dialoghi d'amore“ von Jehuda ben Isaak Abravanel ins Französische und veröffentlichte sie 1551. Später schrieb er zahlreiche theologische Werke. Seine vom Neuplatonismus geprägten „Discours philosophiques“ (1587) behandeln Dichtung, Musik und Astrologie.

## Textausgaben
- Eva Kushner (Hrsg.): Pontus de Tyard: Œuvres complètes.
  - Band 1: Sylviane Bokdam u. a. (Hrsg.): Œuvres poétiques. Champion, Paris 2004 (kritische Edition)
  - Band 2,1: Jean-Claude Carron (Hrsg.): Solitaire premier, ou, Discours des Muses, Et de la fureur Poëtique. Classiques Garnier, Paris 2019
  - Band 2,2: Philippe Vendrix (Hrsg.): Solitaire second, ou, Discours de la Musique. Classiques Garnier, Paris 2022
  - Band 3: Jean Céard (Hrsg.): Mantice, ou Discours de la vérité de Divination par Astrologie. Classiques Garnier, Paris 2014, ISBN 978-2-8124-2569-1
  - Band 4,1: Jean Céard (Hrsg.): Le Premier Curieux. Classiques Garnier, Paris 2010.
  - Band 4,2: François Roudaut (Hrsg.): Le Second Curieux, ou Second Discours de la nature du monde et de ses parties. Classiques Garnier, Paris 2016
  - Band 5: Donald Gilman (Hrsg.): Scève, ou Discours du temps, de l’an, et de ses parties. Classiques Garnier, Paris 2022
  - Band 6: Eva Kushner, Marie-Madeleine Fragonard, François Rouget, François Roudaut (Hrsg.): Homélies Œuvres de circonstance. Classiques Garnier, Paris 2007, 2022.
  - Band 7: Eva Kushner, Jean-Claude Margolin, Sophie Kessler-Mesguich, Colette Nativel, Jean Céard (Hrsg.): La droite imposition des noms (De recta nominum impositione). Classiques Garnier, Paris 2007